# Villa España

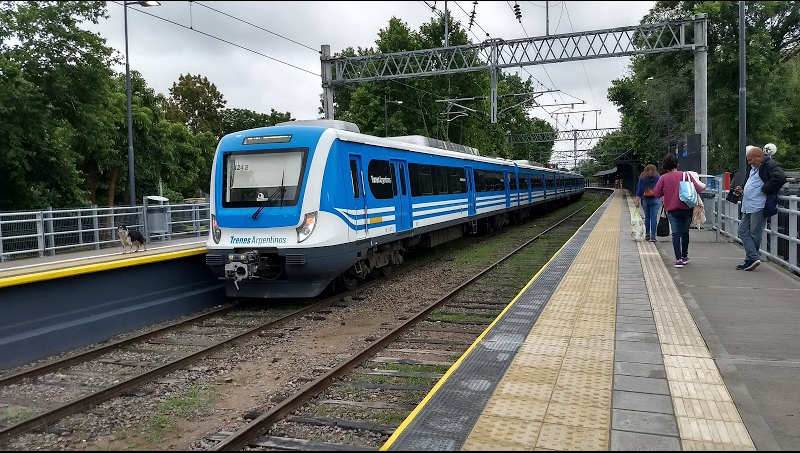
Esta imagem demostra a Estação Villa España em Buenos Aires

Villa España é uma localidade do partido de Berezategui, da Província de Buenos Aires, na Argentina. Possui uma população estimada em 12.515 habitantes (INDEC 2001).